# Umagico
Umagico – miasto w Australii, w stanie Queensland.